# Lacinipolia scribillata
Lacinipolia scribillata là một loài bướm đêm trong họ Noctuidae.